# Ernie Hine
Ernest William Hine (Barnsley, 9 aprile 1901 – Huddersfield, 15 aprile 1974) è stato un calciatore inglese, di ruolo attaccante.
È attualmente il miglior marcatore di sempre del Barnsley, con 131 gol, e il terzo miglior marcatore di sempre del Leicester City.

## Biografia
Hine inizia la sua carriera al Barnsley nel 1921, segnando al suo debutto in un match di FA CUP contro il Norwich.
Nel 1926 passa al Leicester City per 3000 £. Dopo sporadiche presenze con l'Huddersfield Town e il Manchester United, Hine torna al Barnsley dove chiude la carriera nel 1938.